# Banksia goodii
Banksia goodii là một loài thực vật có hoa trong họ Quắn hoa. Loài này được R.Br. miêu tả khoa học đầu tiên năm 1830. Đây là là loài đặc hữu một khu vực nhỏ ở phía tây nam của Tây Úc. Nó có thân dày nhiều lông, lá hình trứng lượn sóng, thuôn dài với mép khía răng cưa không đều, hoa màu nâu gỉ và quả có lông. Loài cây này mọc trong rừng thấp và rừng cây gần Albany và được liệt kê là "có nguy cơ tuyệt chủng".